# Аполоза
Аполо̀за (на италиански: Apollosa; на неаполитански: Apullos', Апулозъ) е малко градче и община в Южна Италия, провинция Беневенто, регион Кампания. Разположено е на 430 m надморска височина. Населението на общината е 2697 души (към 2011 г.).